# Исланд на Европском првенству у атлетици на отвореном 1962.
Исланд је учествовао на 7. Европском првенству у атлетици на отвореном 1962. одржаном у Београду од 12. до 16. септембра. Ово је било 5. европско првенство у атлетици на отвореном на којем је Исланд учествовао. Репрезентацију Исланда представљала су 4 спортиста који су се такмичили у пет дисциплина.
На овом првенству представници Исланда нису освојили ниједну медаљу. У табели успешности према броју и пласману такмичара који су учествовали у финалним такмичењима (првих 8 такмичара) Исланд је са 1 учесником у финалу заузео 19 место са 3 бода.
| Плас. | Земља  | 1. место | 2. место | 3. место | 4. место | 5. место | 6. место | 7. место | 8. место | Бр. финал. - Бод. |
| ----- | ------ | -------- | -------- | -------- | -------- | -------- | -------- | -------- | -------- | ----------------- |
| 19.   | Исланд | 0 - 0    | 0 - 0    | 0 - 0    | 0 - 0    | 0 - 0    | 1 - 3    | 0 - 0    | 0 - 0    | 1 - 3             |

## Учесници
Мушкарци:
- Kristleifur Guðbjörnsson — 3.000 м препреке
- Јоун Тордир Оулафсон — Скок увис
- Валбјерн Торлауксон — Скок мотком, Десетобој
- Вилхјалмур Ејнарсон — Троскок

## Резултати

### Мушкарци
| Атлетичар                | Дисциплина       | Лични рекорд | Квалификације | Квалификације | Полуфинале | Полуфинале | Финале                | Финале  | Детаљи   |
| Атлетичар                | Дисциплина       | Лични рекорд | Резултат      | Место         | Резултат   | Место      | Резултат              | Место   | Детаљи   |
| ------------------------ | ---------------- | ------------ | ------------- | ------------- | ---------- | ---------- | --------------------- | ------- | -------- |
| Kristleifur Guðbjörnsson | 3.000 м препреке |              | 9:30,8        | 11. у гр. 1   |            |            | Нису се квалификовали | 29 / 29 | стр 392. |
| Јоун Тордир Оулафсон     | Скок увис        | 2,11         | 2,00          | 16.           | 16 / 20    | стр 393.   | Нису се квалификовали |         |          |
| Валбјерн Торлауксон      | Скок мотком      | 4,50         | 4,10          | 22.           | 22 / 23    | стр 393.   | Нису се квалификовали |         |          |
| Вилхјалмур Ејнарсон      | Троскок          | 16,70        | 15,76 КВ      | 4.            | 15,62      | стр 393.   | 6 / 23                |         |          |

#### Десетобој
| Дисциплина   | Валбјерн Торлауксон | Валбјерн Торлауксон | Валбјерн Торлауксон | Валбјерн Торлауксон |
| Дисциплина   | Лич. рек.           | Рез.                | Бод.                | Плас.               |
| ------------ | ------------------- | ------------------- | ------------------- | ------------------- |
| 100 м        |                     | 11,0                | 870                 | 5.                  |
| Скок удаљ    |                     | 6,47                |                     | 12.                 |
| Бацање кугле |                     | 11,77               |                     | 15.                 |
| Скок увис    |                     | 1,80                | 770                 | 9.                  |
| 400 м        |                     | 51,1                |                     | 13.                 |
| 110 препоне  |                     | 15,6                |                     | 11.                 |
| Бацање диска |                     | 39,62               | 616                 | 10.                 |
| Скок мотком  |                     | 4,30                | 915                 | 2.                  |
| Бацање копља |                     | 56,50               | 656                 | 6.                  |
| 1.500 м      |                     | 4:54,0              | 304                 | 12.                 |
| Укупно       |                     |                     | 6.866 (6.800)       | 10 / 15 (17)        |